# Wagon MH 45
Le wagon MH 45 est un wagon-trémie houiller monté sur trois essieux. Son nom se décrypte comme : Mécanique ; Houille ; 45 tonnes. Les volumineuses boites d'essieux Diathermix sont à graissage mécanique. Une plateforme d'extrémité permet d'accéder au frein à vis.

## Histoire
Le MH 45 est produit de 1954 à 1958 par la STEMI pour elle-même (jusqu'à 385 exemplaires) mais aussi pour d'autres entreprises, notamment SRC, SIMOTRA.
Il termine sa carrière dans sa configuration originale, à trois essieux, à la fin des années 1970. Néanmoins certains exemplaires deviennent des MK30 en perdant l'essieu du milieu et sont utilisés aux Houillères du Bassin de Lorraine jusqu'aux années 1980.

## Modélisme
Des modèles réduits de ce wagon à l'échelle HO ont été proposés en novembre 2009 par REE Modèles.